# Konstantynów (powiat radomszczański)
Konstantynów – kolonia w Polsce, położona w województwie łódzkim, w powiecie radomszczańskim, w gminie Masłowice.
W latach 1975–1998 miejscowość administracyjnie należała do województwa piotrkowskiego.